# جهت‌یاب رادیویی

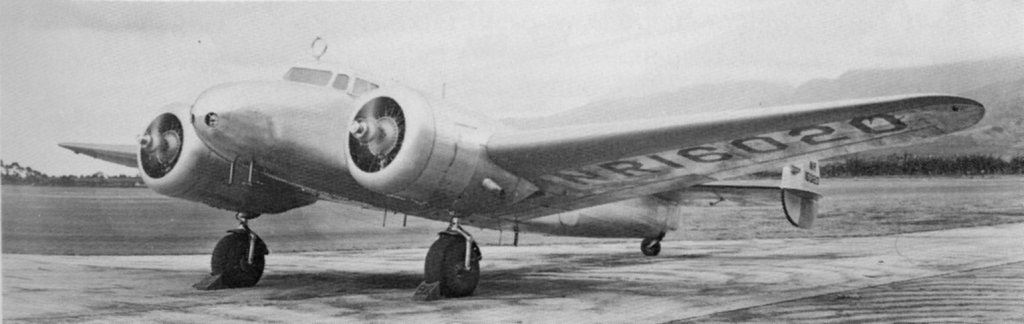
لاکهید مدل ۱۰ الکترا آملیا ارهارت با آنتن هوای RDF دایره‌وار که در بالای کابین خلبان دیده می‌شود

جهت‌یاب رادیویی (RDF) وسیله ای برای یافتن جهت یا سوی برای یک منبع رادیویی است. عمل اندازه‌گیری جهت به عنوان جهت‌یابی رادیویی یا گاهی اوقات به سادگی جهت‌یابی (DF) شناخته می‌شود. با استفاده از دو یا چند اندازه‌گیری از مکان‌های مختلف، می‌توان مکان یک فرستنده ناشناخته را تعیین کرد. به عنوان راه دیگر، با استفاده از دو یا چند اندازه‌گیری از فرستنده‌های شناخته شده، می‌توان موقعیت یک وسیله نقلیه را تعیین کرد. RDF به‌خصوص در قایق‌ها و هواپیماها به عنوان سیستم ناوبری رادیویی بسیار مورد استفاده قرار می‌گیرد.
برای ارتش، سیستم‌های RDF جزو اصلی سیستم‌های جاسوسی سیگنالی و روش‌شناسی هستند. توانایی یافتن موقعیت یک فرستنده دشمن از زمان جنگ جهانی اول بسیار ارزشمند بوده و نقش اصلی را در نبرد اقیانوس اطلس در جنگ جهانی دوم ایفا کرده‌است. تخمین زده می‌شود که سیستم‌های پیشرفته «هاف-داف» انگلستان به‌طور مستقیم یا غیرمستقیم مسئول ۲۴٪ از تمام او-بوت غرق شده در طول جنگ بودند. سیستم‌های مدرن اغلب از آنتن‌های آرایه فازی استفاده می‌کنند تا امکان شکل‌دهی پرتو سریع برای نتایج بسیار دقیق فراهم شود. اینها به‌طور کلی در یک مجموعه جنگ الکترونیک گسترده‌تر ادغام می‌شوند.

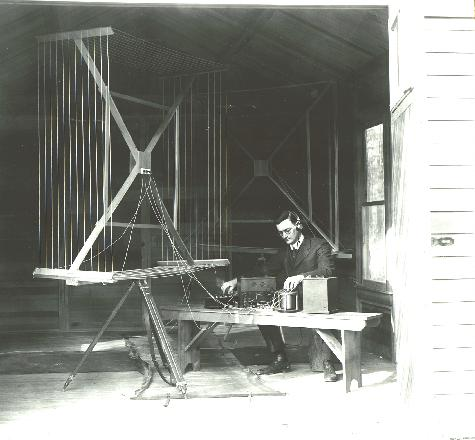
دبلیو. جیی. وید از بیورو ملی استاندارد از یک آنتن چند-حلقه‌ای بزرگ برای انجام RDF در این عکس سال ۱۹۱۹ استفاده می‌کند. این یک واحد نسبتاً کوچک برای آن دوران است.

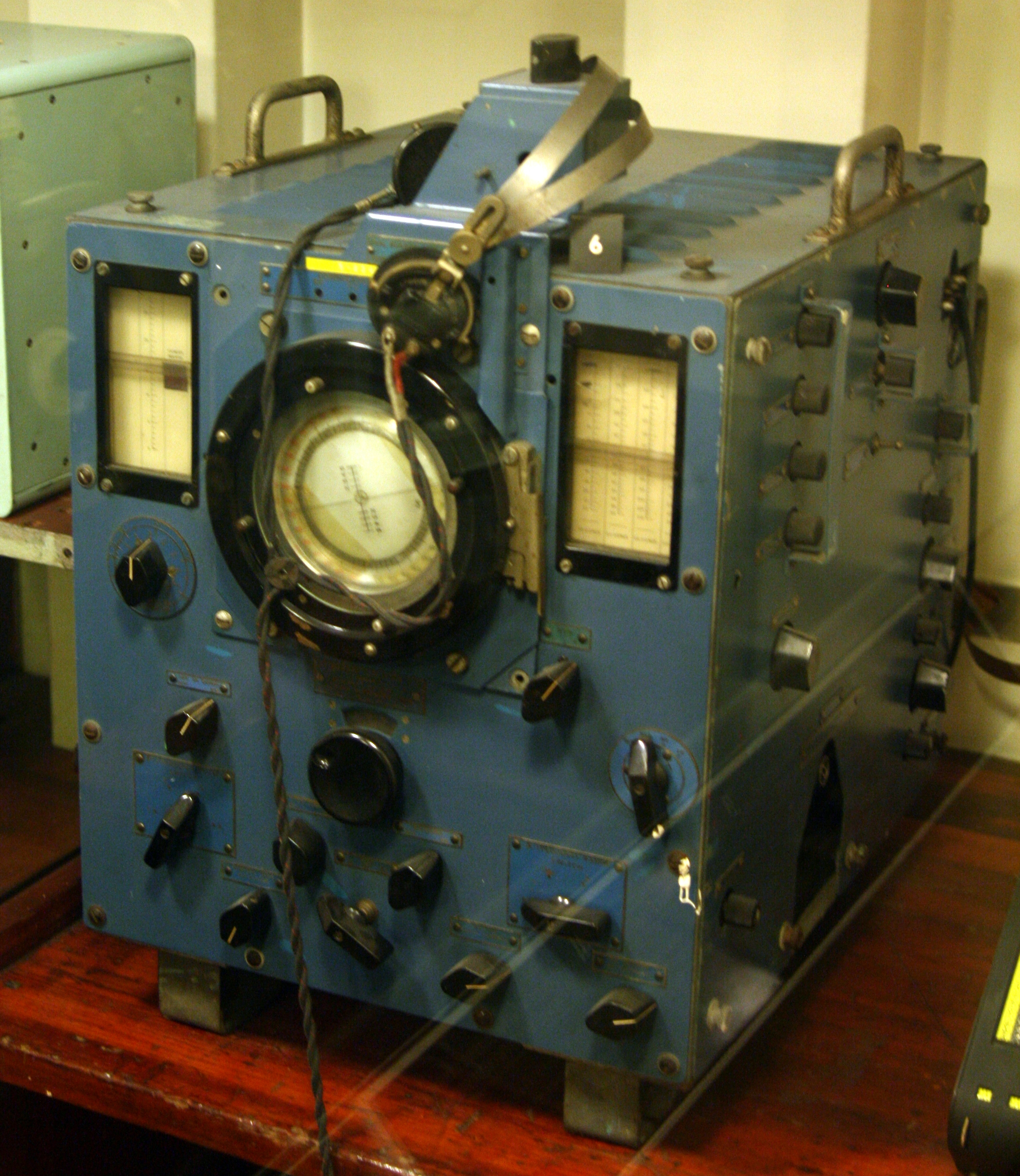
تجهیزات اف‌اچ۴ «هاف-داف» در کشتی موزه

## یادداشت
1. ↑  Bauer, Arthur O. (27 December 2004). "HF/DF An Allied Weapon against German U-boats 1939–1945" (PDF). Retrieved 2008-01-26. A paper on the technology and practice of the HF/DF systems used by the Royal Navy against U-boats in World War II